# Heliothela
Heliothela ist eine Gattung von Schmetterlingen aus der Familie der Crambiden (Crambidae).

## Merkmale
Die Imagines haben ein eulenfalterartiges Erscheinungsbild. Der Kopf besitzt gut entwickelte Ocellen. Die Labialpalpen sind lang und gestreckt, das zweite Segment ist ventral mit langen Schuppen versehen. Die Maxillarpalpen sind dreikantig und nach oben gerichtet. Die Falter haben eine Vorderflügellänge von fünf bis acht Millimetern. Die Flügel sind vorwiegend schwarz beschuppt. Auf den Vorderflügeln sind die Adern R3 und R4 gestielt. Die Querader der Zelle ist auf den Vorder- und Hinterflügeln nur schwach ausgebildet. Das Frenulum besteht bei Männchen und Weibchen nur aus einer einzelnen Borste und das Retinakulum (Frenulumwiderlager) der Männchen besitzt keinen hakenförmigen Fortsatz. Die Fühler der Männchen sind dicker als die der Weibchen. Der Genitalapparat der Männchen hat einen geteilten Gnathos und ein auffällig vergrößertes Vinculum. Die Valven sind dorsobasal mit einer gezahnten Sklerotisierung versehen.

## Verbreitung
Die Vertreter der Gattung sind in der Paläarktis, Orientalis, Afrotropis und in der  Australis beheimatet und besiedeln vorwiegend heiße und trockene Regionen.

## Systematik
Aus der Literatur sind folgende Synonyme bekannt:
- Orosana  Walker, 1863
- Nyctarcha  Meyrick, 1884

Zur Gattung Heliothela  gehören zurzeit zehn Arten. Die folgende Liste basiert auf der Globiz-Datenbank.
- Heliothela  Guenée, 1854
  - Heliothela aterrima Turner, 1937
  - Heliothela atra (Butler, 1877)
  - Heliothela cretostrigalis Caradja, 1925
  - Heliothela didymospila Turner, 1915
  - Heliothela floricola Turner, 1913
  - Heliothela nigralbata Leech, 1889
  - Heliothela ophideresana (Walker, 1863)
  - Heliothela oreias Turner, 1915
  - Heliothela paracentra (Meyrick, 1887)
  - Heliothela wulfeniana (Scopoli, 1763)

## Belege
1. 1 2 3  Barry Goater, Matthias Nuss, Wolfgang Speidel: Pyraloidea I (Crambidae, Acentropinae, Evergestinae, Heliothelinae, Schoenobiinae, Scopariinae). In: P. Huemer, O. Karsholt, L. Lyneborg (Hrsg.): Microlepidoptera of Europe. 1. Auflage. Band 4. Apollo Books, Stenstrup 2005, ISBN 87-88757-33-1, S. 110 (englisch).
2. ↑  Nuss, Matthias (1998): The Scopariinae and Heliothelinae stat. rev. (Lepidoptera Pyraloidea Crambidae) of the Oriental Region - a revisional synopsis with descriptions of new species from the Philippines and Sumatra. Nachr. entomol. Ver. Apollo, Suppl. 17: 499
3. ↑  Global Information System on Pyraloidea (GlobIZ). Abgerufen am 9. Oktober 2014.